# Johann Carl Daniel Curio

Johann Carl Daniel Curio; zeitgenössisches Porträt.

Johann Carl Daniel Curio (* 3. November 1754 in Helmstedt; † 30. Januar 1815 in Hamburg) war ein deutscher Pädagoge, Privatlehrer, Publizist und Mitbegründer des ältesten, noch heute bestehenden Lehrerverbandes. Er schrieb auch unter den Pseudonymen Jocosus der Jüngere, Theophilantropus und Hans Sachs der Fünfte.

## Leben

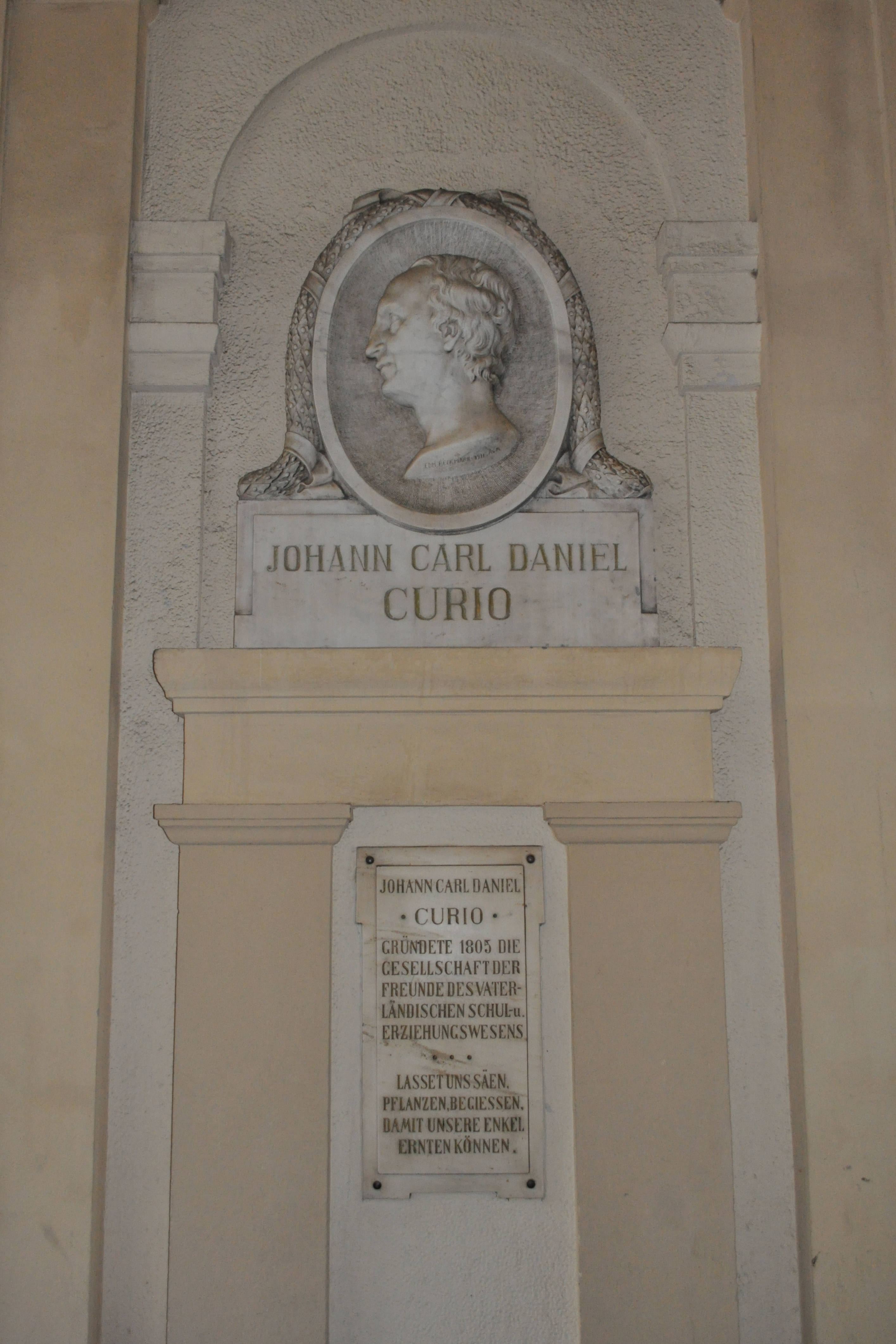
Curio-Büste (1911) von Edmund Beckmann, Eingang Curiohaus

Curio wurde als uneheliches Kind eines Diakons geboren und wuchs im Waisenhaus in Helmstedt auf. Die Lateinschule seines Heimatortes besuchte er von 1769 bis 1772. Anschließend wechselte er zum Johanneum nach Hamburg. 1775 besuchte er dort das Akademische Gymnasium. In dieser Zeit gehörte er mit Johann Arnold Günther und Friedrich Johann Lorenz Meyer – beide waren später engagiert in der Patriotischen Gesellschaft von 1765 – der Freundschaftlichen Literarischen Gesellschaft in Hamburg an. Im selben Jahr kehrte er nach Helmstedt zurück und nahm für vier Jahre das Studium der Theologie und Philologie auf. 1780  nahm er zunächst eine Stellung als Feldprediger bei den braunschweigischen Truppen in Amerika an. Es folgte eine Tätigkeit als Haus- und Privatlehrer und er erhielt ein Lehramt am Gymnasium Martineum in Braunschweig. 1793 wurde er jedoch amtsenthoben. Der Grund hierfür ist ungeklärt, es wird jedoch vermutet, dass die Entlassung in einem Zusammenhang mit der großangelegten Schulreform von Johann Heinrich Campe im Herzogtum Braunschweig stand. 1795 fand Curio eine Anstellung als Schulgehilfe an der damals bekannten Hamburger Privatschule Fahrenkrögerischen Pensionsanstalt an. Er blieb in Hamburg und 1804 baute er die eigene Lehr- und Erziehungsanstalt für Knaben auf. Im Folgejahr war er Initiator, Mitbegründer und Vorsitzender der Gesellschaft der Freunde des vaterländischen Schul- und Erziehungswesens, die seit 1948 den Hamburger Landesverband der Gewerkschaft Erziehung und Wissenschaft bildet. Curio selbst hatte das Hamburger Bürgerrecht nie erworben und war damit nicht berechtigt, eine selbstständige Erwerbstätigkeit aufzunehmen, Grundbesitz zu erwerben oder an den Wahlen zur Bürgerschaft teilzunehmen.

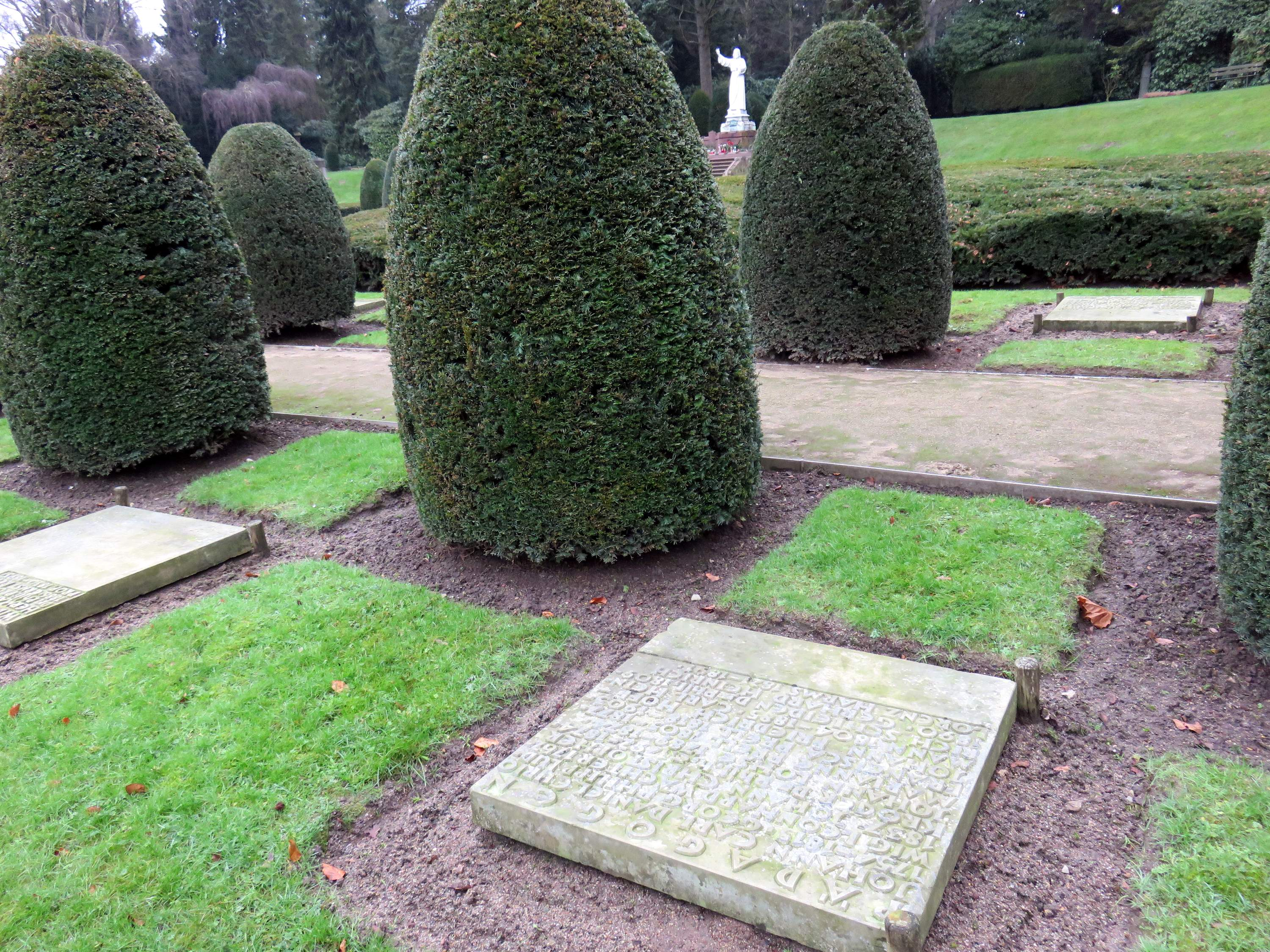
Grabmaltafel Althamburgischer Gedächtnisfriedhof Ohlsdorf

Curio war verheiratet mit Maria Catharina, geb. Weigel. Eine gemeinsame Tochter war Auguste Amalie Christiane (1788–1854). Sie heiratete 1805 David Christopher Mettlerkamp.

## Schriftliches Wirken
Curio war auch als Schriftsteller und Publizist tätig. In den Jahren 1787 bis 1789 gab er die Braunschweigische Zeitung für alle Stände heraus. Während seiner Zeit in Hamburg veröffentlichte er zahlreiche Beiträge im Wandsbecker Bothen und im Leipziger Musen-Almanach. Die Zeitschrift Hamburg und Altona, die von 1801 bis 1807 bestand, und die er ebenfalls schrieb, gab er ab 1805 heraus. Inhalte waren unter anderem aktuelle Themen aus beiden Städten. Die Zeitschrift war auch ein Forum für vielfältige Reformvorschläge im Geiste der Aufklärung.
Berühmt sind die für die damalige Zeit gewagten und seither viel zitierten Worte Curios von 1803: „Wir haben keinen Adel, keine Patrizier, keine Sklaven, ja selbst nicht einmal Untertanen. Alle wirklichen Hamburger kennen und haben nur einen einzigen Stand, den Stand eines Bürgers. Bürger sind wir alle, nicht mehr und nicht weniger.“

## Ehrungen
In Hamburg befindet sich im Bereich des Ohlsdorfer Althamburgischen Gedächtnisfriedhofs ein Sammelgrabmal (“Pädagogen”) zu Ehren von Johann Carl Daniel Curio und anderen. Das Curiohaus in Hamburg, erbaut 1908–1911, erhielt seinen Namen.